# Ruth Wynne-Davies
Ruth Wynne-Davies geb. Blowers (* 11. August 1926 in London; † 11. März 2012 in Oxford) war eine britische Orthopädin. Sie befasste sich mit der Vererbung von muskuloskelettalen Fehlbildungen und systematisierte die Skolioseforschung.

## Leben
Ruth Blowers kam als viertes Kind einer walisischen Mutter im London Borough of Sutton zur Welt. Als die Luftschlacht um England endete, wurde sie nach Nordwales evakuiert. Wales, Gärtnern und Hunde wurden zu einem bestimmenden Teil ihres Lebens. Den Schulabschluss machte sie an einer nahen Mädchenschule in Shropshire. Vorübergehend auf dem Lande tätig und zur Sekretärin ausgebildet, arbeitete sie für den Rat des Municipal Borough of Beddington and Wallington in Südlondon. 1947 begann sie eine medizinische Ausbildung am Royal Free Hospital. Ermutigt und gefördert wurde sie von ihrem Onkel Llewellyn Wynne-Davies. Sie beendete das Studium 1953 in London als MB BS. Sechs Jahre war sie mit einem Kommilitonen verheiratet. Durch Deed poll änderte sie 1959 ihren Namen in Wynne-Davies.
Sie war Medizinalassistentin (house officer) am Great Ormond Street Hospital und  Assistenzärztin (surgical registrar) am Elizabeth Garrett Anderson Hospital. Nachdem sie (zur Vorbereitung vom 1. Teil der Collegeprüfung) eine Zeitlang als Prosektorin in der Anatomie des Royal Free tätig gewesen war, wurde sie 1960 in das Royal College of Surgeons of England aufgenommen. Die orthopädische Ausbildung durchlief sie in Exeter. Dort zeigte sich, dass sie eher der Forschung als der klinischen Arbeit zugeneigt war. Sie untersuchte 635 in Exeter behandelte Patienten mit Klumpfuß. Für die Arbeit erhielt sie später die Robert-Jones-Goldmedaille der British Orthopaedic Association. Orthopädische Oberärztin (senior registrar) wurde sie bei Arthur Naylor und James Wishart in Bradford. Als es in England besonders schwer war Orthopaedic Consultant zu werden, ging sie 1961 an die von „Jip“ James neu gegründete orthopädische Abteilung der University of Edinburgh. 1973 graduierte sie zur Ph.D.
Nachdem sie 1981 in den Ruhestand getreten war, zog sie nach Oxford. Sie kümmerte sich um ihre Dysplasie-Sprechstunden und verband eine neue mit dem von Richard Doll begründeten Green College (Oxford). Am St Hilda’s College studierte sie Englische Sprache. 1995 erwarb sie den Bachelor of Arts (B.A.). Archäologen suchten ihren osteologischen Rat. Als Forschungsassistentin von Jane Mellanby engagierte sie sich in der experimentellen Psychologie bei lernbehinderten Kindern. Sie war eine ausgebildete Organistin und spielte als Harfenistin Kammermusik. Besonders verbunden war sie der St Mary Magdalen's Church (Oxford). Bei der alljährlichen St Giles' Fair sammelte sie viel Geld, indem sie ihr Haus der Kirche für Auktionen zur Verfügung stellte.

## Werke
- Heritable disorders in orthopaedic practice. Blackwell Scientific, Oxford 1973. ISBN 978-0632087105.
- mit  J. I. P. James und P. A. Zorab: Scoliosis. Churchill Livingstone, Edinburgh 1976. ISBN 0443015171.
- mit Christine M. Hall und Alan Graham Apley: Atlas of skeletal dysplasias. Churchill Livingstone, Edinburgh 1985. ISBN 0443030472.